# Милано (округ)
Округ Милано (итал. Provincia di Milano) је округ у оквиру покрајине Ломбардије у северној Италији. Округ Милано је истовремено и један од популационо највећих и привредно најважнијих округа у целој држави. Седиште округа покрајине и највеће градско насеље је истоимени град Милано.
Површина округа је 1.620 km², а број становника 3.170.273 (2008. године).

## Природне одлике
Округ Милано се налази у северном делу државе, без излаза на море. Положај округа је у Падској низији. Округ је већим делом равничарски осим крајње северног дела који захвата брда у подножју Алпа. Речни систем у округу чине две граничне реке - река Тићино као западна граница округа и река Ада као источна.

## Становништво
По последњим проценама из 2008. године у округу Милано живи више више од три милиона становника (један од популационо највећиј у Италији) и округ се приближно поклапа за градским подручје града Милана. У складу са тим и густина насељености је изузетно велика, близу 2.000 ст/км². 
Поред претежног италијанског становништва у округу живе и велики број досељеника из свих делова света.

## Општине и насеља
У округу Милано постоји 139 општина (итал. Comuni).
Најважније градско насеље и седиште округа је град Милано (1.300.000 становника), а већина других насеља су његова предграђа. Једино на крајњем западу округа постоје пар општина руралног карактера.